# Globoko pri Šmarju
Globoko pri Šmarju je naselje v Občini Šmarje pri Jelšah.